# Černava
Obec Černava (německy Schwarzebach) se nachází v okrese Karlovy Vary, kraj Karlovarský. Žije zde 311 obyvatel.

## Historie
První písemná zmínka o vesnici pochází z roku 1489. Název obce je odvozen buď od jména Černého potoka nebo podle těžby uhlí. Lidé se zde zabývali až do 19. století především zemědělstvím, zvláště pastevectvím. Později byly v okolí otevřeny kamenolomy na žulu a v nich našlo práce mnoho lidí z obce. Ve vsi se nacházela i obecná škola. V 21. století slouží velká část obce rekreačním účelům (chalupy).

## Obyvatelstvo
Při sčítání lidu v roce 1921 zde žilo 445 obyvatel (z toho 198 mužů) německé národnosti a římskokatolického vyznání. Podle sčítání lidu z roku 1930 měla vesnice 531 obyvatel německé národnosti, kteří se kromě jednoho evangelíka a 23 lidí bez vyznání hlásili k římskokatolické církvi.

## Části obce

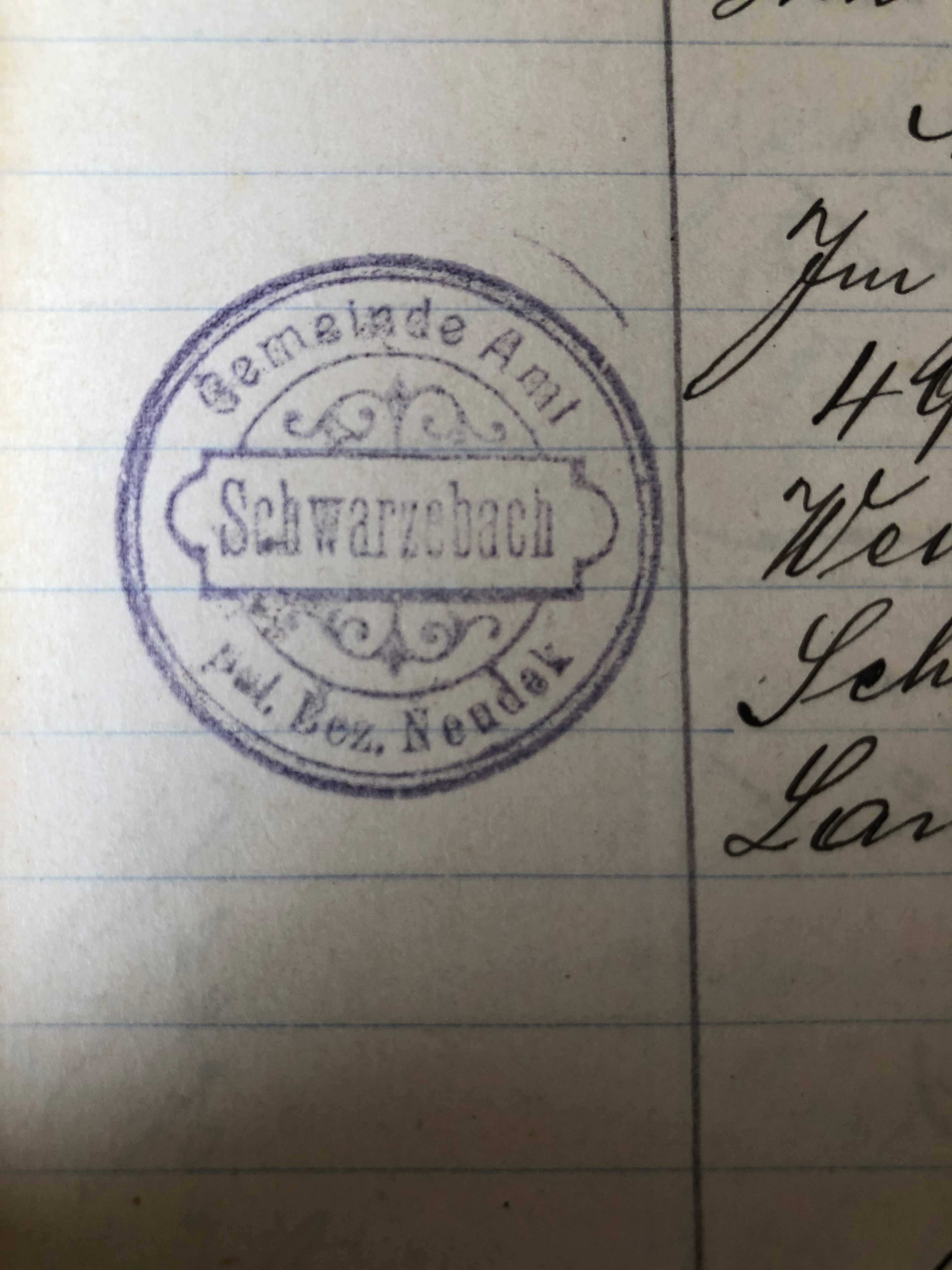
Razítko z kroniky obce

- Razítko z kroniky obceČernava
- Rájec